# Vincenzo Giuliani
Vincenzo Giuliani (Vieste, 1733 – Vieste, 22 novembre 1799) è stato uno storico, medico e archeologo italiano.

## Biografia
Vincenzo Giuliani nacque a Vieste nel 1733, figlio di Gaetano Giuliani, la cui famiglia aveva risieduto a Roccaraso a partire dal 1650. Come il padre, anche lui si laureò a Napoli come medico e filosofo e fece ritorno a Vieste per cominciare la professione di medico. Qui raccolse un ingente numero di memorie sul Gargano che diede poi alle stampe a Napoli nel 1768 con il titolo di Memorie storiche, politiche, ecclesiastiche della città di Vieste. Si trasferì poi con la famiglia a Pettorano sul Gizio, anche per avvicinarsi a sua sorella Ippolita, ivi residente. Molte sue opere manoscritte d'interesse storico-archeologico non ultimate andarono perdute, tra cui gli Annali di Sulmona, il Piano di Cinquemiglia, il Delle Ruine e delle antiche lapidarie iscrizioni di Corfinio e i sei volumi della Storia dei Peligni. Una copia del Piano di Cinquemiglia è stata però rinvenuta nella Libreria Antiquaria Tonini di Ravenna, acquistata dalla Biblioteca diocesana di Sulmona e, dopo essere stata sottoposta ad una valutazione critica, rielaborata da Edmondo De Panfilis e Francesco Sabatini e ripubblicata nel 1991 con il titolo di Ragguaglio istorico della terra di Roccaraso e del Piano delle Cinquemiglia. Nel 1799 decise di rivedere la città natia, ma il 22 novembre vi fu ivi colto dalla morte.